# Liste der amtierenden deutschen Botschafter und Ständigen Vertreter

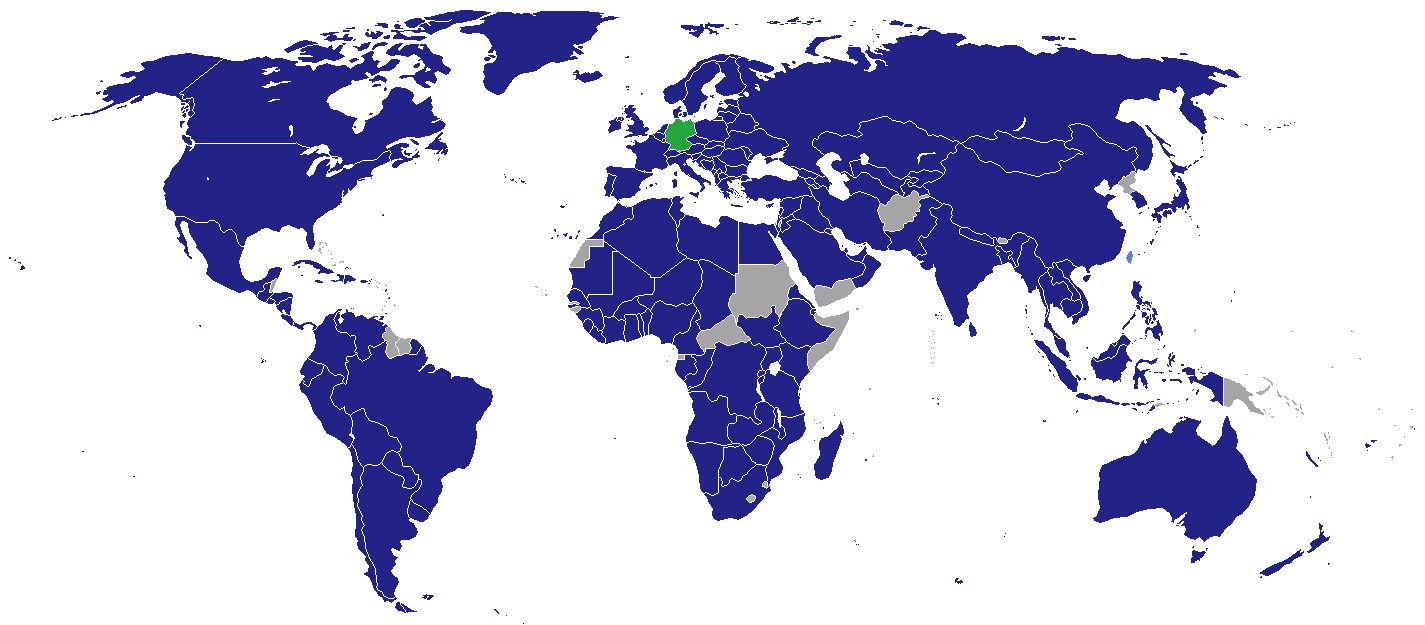
Staaten, in denen Botschaften (blau) Deutschlands (grün) bestehen

Die Liste der amtierenden deutschen Botschafter und Ständigen Vertreter enthält die amtierenden Botschafter Deutschlands sowie die Ständigen Vertreter bei Internationalen Organisationen.

## Stellung und Aufgabe
Sollte der Botschafter abwesend, krank oder nicht vorhanden sein (durch Ableben, Abzug oder Nichtbenennung), ist sein Ständiger Vertreter höchster Diplomat im Gastland. Jener ist für gewöhnlich der ranghöchste Mitarbeiter im Stab der jeweiligen Botschaft unterhalb des Missionschefs. Dieser Ständige Vertreter ist für die entsprechende Zeit Geschäftsträger (franz. Chargé d’affaires) der diplomatischen Angelegenheiten zwischen Gast- und Herkunftsland. Gesandte (lat. legati) sind Diplomaten, die vom Rang her mit einem Botschafter ähnlich stehen, allerdings keine Botschaft mit Amtsbezirk verwalten und für gewöhnlich keine Konsulartätigkeiten erledigen.
Den Amtsbezirken eines Botschafters sind bei Notwendigkeit (General-)Konsulate untergeordnet. Die Bundesrepublik Deutschland unterscheidet hierbei zwischen Generalkonsuln, Konsuln und Honorarkonsuln. Generalkonsuln und Konsuln sind deutsche Beamte, die einem Generalkonsulat bzw. einem Konsulat vorstehen. Honorarkonsuln sind Ehrenbeamte, besitzen meist die Nationalität des Gastlandes und sind befugt, konsularische Amtshandlungen auszuüben. Weltweit arbeiten (Stand November 2021) 327 Honorargeneralkonsuln und Honorarkonsuln für die Bundesrepublik Deutschland.
Die Bundesrepublik Deutschland unterhält derzeit diplomatische Beziehungen zu 195 Staaten und unterhält dabei 226 Auslandsvertretungen. Hiervon sind 152 Vertretungen Botschaften, 53 Generalkonsulate, 7 Konsulate, 12 Multilaterale Vertretungen sowie ein Vertretungsbüro und ein Deutsches Institut (Stand: November 2021). Botschafter können durch Mehrfachakkreditierung mehreren Staaten gleichzeitig zugeordnet werden. Ein Botschafter kann beispielsweise neben der Vertretung in seinem Gastland zusätzlich noch in einem Staat akkreditiert sein, in dem keine deutsche Botschaft unterhalten wird.

## Legende

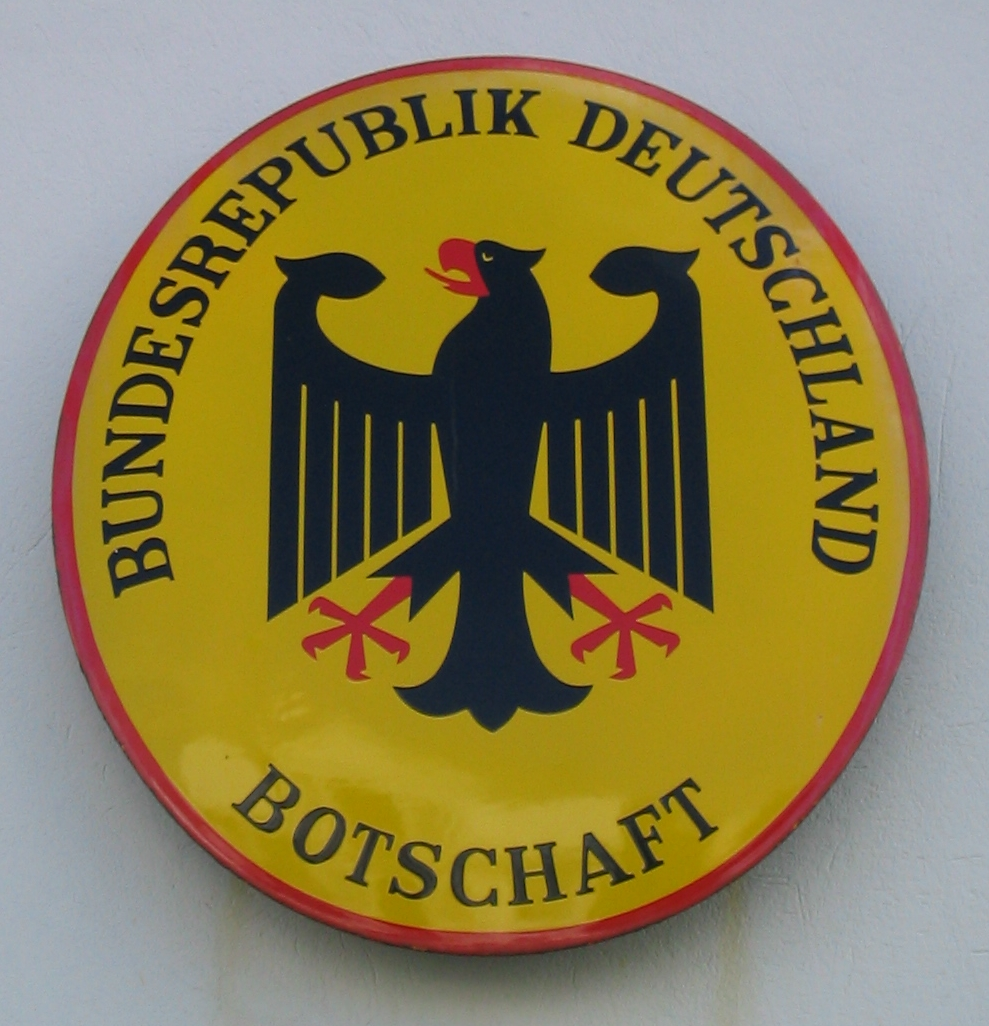
Amtsschild

- Gastland/Organisation: Name des Landes bzw. der Organisation, für die die Akkreditierung besteht.
- Auslandsvertretung: Botschaft oder Ständige Vertretung, die von dem Botschafter geleitet wird. Bei Mehrfachakkreditierungen ist die für das Gastland zuständige Auslandsvertretung genannt.
- Leiter: Name des Botschafters (bei Gastländern, sofern nicht anders angegeben) bzw. des Ständigen Vertreters (bei Organisationen).
- Amtsantritt: Beginn der Amtszeit. Maßgeblich ist (sofern zutreffend und bekannt) das Datum, an dem das Beglaubigungsschreiben überreicht wurde.
- Hauptartikel: Link auf die Detailliste mit den jeweiligen Amtsvorgängern.

## Leiter der deutschen Auslandsvertretungen (Botschafter)
Stand: 20. März 2025
| Gastland                                       | Auslandsvertretung                                 | Leiter                                 | Amtsantritt | Hauptartikel |
| ---------------------------------------------- | -------------------------------------------------- | -------------------------------------- | ----------- | ------------ |
| Afghanistan                                    | Botschaft Kabul                                    | Rolf Dieter Reinhard (G.a.i.)          |             | Details      |
| Ägypten                                        | Botschaft Kairo                                    | Jürgen Schulz                          | 2024        | Details      |
| Albanien                                       | Botschaft Tirana                                   | Karlfried Bergner                      | 2023        | Details      |
| Algerien                                       | Botschaft Algier                                   | Georg Felsheim                         | 2024        | Details      |
| Andorra                                        | siehe Botschaft Madrid, Spanien                    |                                        |             | Details      |
| Angola                                         | Botschaft Luanda                                   | Stefan Traumann                        | 2021        | Details      |
| Antigua und Barbuda                            | siehe Botschaft Port-of-Spain, Trinidad und Tobago |                                        |             | Details      |
| Äquatorialguinea                               | siehe Botschaft Jaunde, Kamerun                    |                                        |             | Details      |
| Argentinien                                    | Botschaft Buenos Aires                             | Dieter Lamlé                           | 2023        | Details      |
| Armenien                                       | Botschaft Eriwan                                   | Claudia Busch                          | 2024        | Details      |
| Aserbaidschan                                  | Botschaft Baku                                     | Ralf Horlemann                         | 2022        | Details      |
| Äthiopien                                      | Botschaft Addis Abeba                              | N. N.                                  |             | Details      |
| Australien                                     | Botschaft Canberra                                 | Beate Grzeski                          | 2023        | Details      |
| Bahamas                                        | siehe Botschaft Kingston, Jamaika                  |                                        |             | Details      |
| Bahrain                                        | Botschaft Manama                                   | Clemens Hach                           | 2022        | Details      |
| Bangladesch                                    | Botschaft Dhaka                                    | Rüdiger Lotz                           | 2025        | Details      |
| Barbados                                       | siehe Botschaft Port-of-Spain, Trinidad und Tobago |                                        |             | Details      |
| Belarus                                        | Botschaft Minsk                                    | Andrea Wiktorin (G.a.i.)               |             | Details      |
| Belgien                                        | Botschaft Brüssel                                  | Martin Kotthaus                        | 2018        | Details      |
| Belize                                         | siehe Botschaft Guatemala-Stadt, Guatemala         |                                        |             | Details      |
| Benin                                          | Botschaft Cotonou                                  | Stefan Buchwald                        | 2023        | Details      |
| Bhutan                                         | siehe Botschaft Neu Delhi, Indien                  |                                        |             | Details      |
| Bolivien                                       | Botschaft La Paz                                   | José Schulz                            | 2022        | Details      |
| Bosnien und Herzegowina                        | Botschaft Sarajewo                                 | Thomas Fitschen                        | 2022        | Details      |
| Botswana                                       | Botschaft Gaborone                                 | Gabriela Bennemann                     | 2024        | Details      |
| Brasilien                                      | Botschaft Brasília                                 | Bettina Cadenbach                      | 2023        | Details      |
| Brunei                                         | Botschaft Bandar Seri Begawan                      | Gerda Winkler                          | 2020        | Details      |
| Bulgarien                                      | Botschaft Sofia                                    | Irene Maria Plank                      | 2023        | Details      |
| Burkina Faso                                   | Botschaft Ouagadougou                              | Dietrich Becker                        | 2024        | Details      |
| Burundi                                        | Botschaft Bujumbura                                | Carsten Hölscher                       | 2023        | Details      |
| Chile                                          | Botschaft Santiago de Chile                        | Susanne Fries-Gaier                    | 2024        | Details      |
| Volksrepublik China                            | Botschaft Peking                                   | Patricia Flor                          | 2022        | Details      |
| Cookinseln                                     | siehe Botschaft Wellington, Neuseeland             |                                        |             | Details      |
| Costa Rica                                     | Botschaft San José                                 | Daniel Kriener                         | 2022        | Details      |
| Dänemark                                       | Botschaft Kopenhagen                               | N. N.                                  |             | Details      |
| Dominica                                       | siehe Botschaft Port-of-Spain, Trinidad und Tobago |                                        |             | Details      |
| Dominikanische Republik                        | Botschaft Santo Domingo                            | Maike Friedrichsen                     | 2022        | Details      |
| Dschibuti                                      | Botschaft Dschibuti                                | Heike Fuller                           | 2022        | Details      |
| Ecuador                                        | Botschaft Quito                                    | Jens Lütkenherm                        | 2024        | Details      |
| Elfenbeinküste                                 | Botschaft Abidjan                                  | Matthias Veltin                        | 2023        | Details      |
| El Salvador                                    | Botschaft San Salvador                             | Friedo Sielemann                       | 2025        | Details      |
| Eritrea                                        | Botschaft Asmara                                   | Toralf Pilz (G.a.i.)                   |             | Details      |
| Estland                                        | Botschaft Tallinn                                  | Jan Scheer                             | 2025        | Details      |
| Eswatini                                       | siehe Botschaft Pretoria, Südafrika                |                                        |             | Details      |
| Fidschi                                        | Botschaft Suva                                     | Andreas Prothmann                      | 2023        | Details      |
| Finnland                                       | Botschaft Helsinki                                 | Stephan Auer                           | 2024        | Details      |
| Frankreich                                     | Botschaft Paris                                    | Stephan Steinlein                      | 2023        | Details      |
| Gabun                                          | Botschaft Libreville                               | Horst Gruner                           | 2023        | Details      |
| Gambia                                         | Botschaft Banjul                                   | Klaus Botzet                           | 2023        | Details      |
| Georgien                                       | Botschaft Tiflis                                   | Ernst Peter Fischer                    | 2022        | Details      |
| Ghana                                          | Botschaft Accra                                    | Frederik Landshöft                     | 2025        | Details      |
| Grenada                                        | siehe Botschaft Port-of-Spain, Trinidad und Tobago |                                        |             | Details      |
| Griechenland                                   | Botschaft Athen                                    | Andreas Kindl                          | 2023        | Details      |
| Guatemala                                      | Botschaft Guatemala-Stadt                          | Hardy Boeckle                          | 2024        | Details      |
| Guinea                                         | Botschaft Conakry                                  | Irene Biontino                         | 2024        | Details      |
| Guinea-Bissau                                  | siehe Botschaft Dakar, Senegal                     |                                        |             | Details      |
| Guyana                                         | siehe Botschaft Port-of-Spain, Trinidad und Tobago |                                        |             | Details      |
| Haiti                                          | Botschaft Port-au-Prince                           | N. N.                                  |             | Details      |
| Honduras                                       | Botschaft Tegucigalpa                              | Daniela Vogl                           | 2023        | Details      |
| Indien                                         | Botschaft Neu Delhi                                | Philipp Ackermann                      | 2022        | Details      |
| Indonesien                                     | Botschaft Jakarta                                  | N. N.                                  |             | Details      |
| Irak                                           | Botschaft Bagdad                                   | Christiane Hohmann                     | 2023        | Details      |
| Iran                                           | Botschaft Teheran                                  | Markus Potzel                          | 2024        | Details      |
| Irland                                         | Botschaft Dublin                                   | David Gill                             | 2024        | Details      |
| Island                                         | Botschaft Reykjavík                                | Clarissa Duvigneau                     | 2023        | Details      |
| Israel                                         | Botschaft Tel Aviv                                 | Steffen Seibert                        | 2022        | Details      |
| Italien                                        | Botschaft Rom                                      | Thomas Bagger                          | 2025        | Details      |
| Jamaika                                        | Botschaft Kingston                                 | Jan Hendrik van Thiel                  | 2022        | Details      |
| Japan                                          | Botschaft Tokio                                    | Petra Sigmund                          | 2024        | Details      |
| Jemen                                          | Botschaft Sanaa                                    | Hubert Jäger                           | 2021        | Details      |
| Jordanien                                      | Botschaft Amman                                    | Bertram von Moltke                     | 2023        | Details      |
| Kambodscha                                     | Botschaft Phnom Penh                               | Stefan Messerer                        | 2022        | Details      |
| Kamerun                                        | Botschaft Jaunde                                   | Christian Sedat                        | 2025        | Details      |
| Kanada                                         | Botschaft Ottawa                                   | Matthias Lüttenberg & Tjorven Bellmann | 2024        | Details      |
| Kap Verde                                      | siehe Botschaft Lissabon, Portugal                 |                                        |             | Details      |
| Kasachstan                                     | Botschaft Astana                                   | Monika Iwersen                         | 2021        | Details      |
| Katar                                          | Botschaft Doha                                     | Hans-Udo Muzel (G.a.i.)                |             | Details      |
| Kenia                                          | Botschaft Nairobi                                  | Sebastian Groth                        | 2022        | Details      |
| Kirgisistan                                    | Botschaft Bischkek                                 | N. N.                                  |             | Details      |
| Kiribati                                       | siehe Botschaft Wellington, Neuseeland             |                                        |             | Details      |
| Kolumbien                                      | Botschaft Bogotá                                   | Martina Klumpp                         | 2023        | Details      |
| Komoren                                        | siehe Botschaft Daressalam, Tansania               |                                        |             | Details      |
| Demokratische Republik Kongo                   | Botschaft Kinshasa                                 | Ingo Herbert                           | 2023        | Details      |
| Republik Kongo                                 | Botschaft Brazzaville                              | Wolfgang Klapper                       | 2020        | Details      |
| Korea, Demokratische Volksrepublik (Nordkorea) | Botschaft Pjöngjang                                | N. N.                                  |             | Details      |
| Korea, Republik (Südkorea)                     | Botschaft Seoul                                    | Georg Schmidt                          | 2023        | Details      |
| Kosovo                                         | Botschaft Pristina                                 | Jörn Rohde                             | 2020        | Details      |
| Kroatien                                       | Botschaft Zagreb                                   | Pascal Hector                          | 2025        | Details      |
| Kuba                                           | Botschaft Havanna                                  | Frank Rückert                          | 2023        | Details      |
| Kuwait                                         | Botschaft Kuwait                                   | Hans-Christian von Reibnitz            | 2022        | Details      |
| Laos                                           | Botschaft Vientiane                                | Markus Lang                            | 2024        | Details      |
| Lesotho                                        | siehe Botschaft Pretoria, Südafrika                |                                        |             | Details      |
| Lettland                                       | Botschaft Riga                                     | Gudrun Masloch                         | 2024        | Details      |
| Libanon                                        | Botschaft Beirut                                   | Kurt Georg Stoeckl-Stillfried          | 2023        | Details      |
| Liberia                                        | Botschaft Monrovia                                 | Jakob Haselhuber                       | 2021        | Details      |
| Libyen                                         | Botschaft Tripolis                                 | Ralph Tarraf                           | 2024        | Details      |
| Liechtenstein                                  | siehe Botschaft Bern, Schweiz                      |                                        |             | Details      |
| Litauen                                        | Botschaft Vilnius                                  | Cornelius Zimmermann                   | 2023        | Details      |
| Luxemburg                                      | Botschaft Luxemburg                                | Heike Renate Peitsch                   | 2023        | Details      |
| Madagaskar                                     | Botschaft Antananarivo                             | Oliver Knoerich                        | 2024        | Details      |
| Malawi                                         | Botschaft Lilongwe                                 | Ute König                              | 2023        | Details      |
| Malaysia                                       | Botschaft Kuala Lumpur                             | Silke Riecken-Daerr                    | 2025        | Details      |
| Malediven                                      | siehe Botschaft Colombo, Sri Lanka                 |                                        |             | Details      |
| Mali                                           | Botschaft Bamako                                   | N. N.                                  |             | Details      |
| Malta                                          | Botschaft Valletta                                 | Tanja Beyer                            | 2023        | Details      |
| Marokko                                        | Botschaft Rabat                                    | Robert Dölger                          | 2022        | Details      |
| Marshallinseln                                 | siehe Botschaft Manila, Philippinen                |                                        |             | Details      |
| Mauretanien                                    | Botschaft Nouakchott                               | Florian Reindel                        | 2024        | Details      |
| Mauritius                                      | siehe Botschaft Antananarivo, Madagaskar           |                                        |             | Details      |
| Mexiko                                         | Botschaft Mexiko-Stadt                             | Clemens von Goetze                     | 2024        | Details      |
| Föderierte Staaten von Mikronesien             | siehe Botschaft Manila, Philippinen                |                                        |             | Details      |
| Moldau                                         | Botschaft Chișinău                                 | Margret Uebber                         | 2022        | Details      |
| Monaco                                         | siehe Botschaft Paris, Frankreich                  |                                        |             | Details      |
| Mongolei                                       | Botschaft Ulan-Bator                               | Helmut Kulitz                          | 2023        | Details      |
| Montenegro                                     | Botschaft Podgorica                                | Peter Felten                           | 2022        | Details      |
| Mosambik                                       | Botschaft Maputo                                   | Ronald Münch                           | 2023        | Details      |
| Myanmar                                        | Botschaft Rangun                                   | Mathias Licharz (G.a.i.)               |             | Details      |
| Namibia                                        | Botschaft Windhuk                                  | Thorsten Hutter                        | 2023        | Details      |
| Nauru                                          | siehe Botschaft Canberra, Australien               |                                        |             | Details      |
| Nepal                                          | Botschaft Kathmandu                                | Udo Volz                               | 2025        | Details      |
| Neuseeland                                     | Botschaft Wellington                               | Nicole Menzenbach                      | 2022        | Details      |
| Nicaragua                                      | Botschaft Managua                                  | Karsten Warnecke                       | 2024        | Details      |
| Niederlande                                    | Botschaft Den Haag                                 | Nikolaus Meyer-Landrut                 | 2024        | Details      |
| Niger                                          | Botschaft Niamey                                   | Oliver Schnakenberg                    | 2023        | Details      |
| Nigeria                                        | Botschaft Abuja                                    | Annett Günther                         | 2022        | Details      |
| Niue                                           | siehe Botschaft Wellington, Neuseeland             |                                        |             | Details      |
| Nordmazedonien                                 | Botschaft Skopje                                   | Petra Drexler                          | 2023        | Details      |
| Norwegen                                       | Botschaft Oslo                                     | Detlef Wächter                         | 2022        | Details      |
| Oman                                           | Botschaft Maskat                                   | Dirk Lölke                             | 2023        | Details      |
| Österreich                                     | Botschaft Wien                                     | Vito Cecere                            | 2023        | Details      |
| Osttimor                                       | siehe Botschaft Jakarta, Indonesien                |                                        |             | Details      |
| Pakistan                                       | Botschaft Islamabad                                | Ina Lepel                              | 2025        | Details      |
| Palästina                                      | Vertretungsbüro Ramallah                           | Anke Schlimm                           | 2025        | Details      |
| Palau                                          | siehe Botschaft Manila, Philippinen                |                                        |             | Details      |
| Panama                                         | Botschaft Panama                                   | Joachim Schmillen                      | 2023        | Details      |
| Papua-Neuguinea                                | siehe Botschaft Canberra, Australien               |                                        |             | Details      |
| Paraguay                                       | Botschaft Asunción                                 | Gordon Kricke                          | 2024        | Details      |
| Peru                                           | Botschaft Lima                                     | Sabine Bloch                           | 2022        | Details      |
| Philippinen                                    | Botschaft Manila                                   | Andreas Pfaffernoschke                 | 2023        | Details      |
| Polen                                          | Botschaft Warschau                                 | N. N.                                  |             | Details      |
| Portugal                                       | Botschaft Lissabon                                 | N. N.                                  |             | Details      |
| Ruanda                                         | Botschaft Kigali                                   | Heike Uta Dettmann                     | 2023        | Details      |
| Rumänien                                       | Botschaft Bukarest                                 | Angela Ganninger                       | 2025        | Details      |
| Russland                                       | Botschaft Moskau                                   | Alexander Graf Lambsdorff              | 2023        | Details      |
| Salomonen                                      | siehe Botschaft Canberra, Australien               |                                        |             | Details      |
| Sambia                                         | Botschaft Lusaka                                   | Sönke Siemon                           | 2025        | Details      |
| Samoa                                          | siehe Wellington, Neuseeland                       |                                        |             | Details      |
| San Marino                                     | siehe Botschaft Rom, Italien                       |                                        |             | Details      |
| São Tomé und Príncipe                          | siehe Botschaft Libreville, Gabun                  |                                        |             | Details      |
| Saudi-Arabien                                  | Botschaft Riad                                     | Michael Kindsgrab                      | 2023        | Details      |
| Schweden                                       | Botschaft Stockholm                                | Joachim Bertele & Christina Beinhoff   | 2021        | Details      |
| Schweiz                                        | Botschaft Bern                                     | N. N.                                  |             | Details      |
| Senegal                                        | Botschaft Dakar                                    | N. N.                                  |             | Details      |
| Serbien                                        | Botschaft Belgrad                                  | Anke Konrad                            | 2022        | Details      |
| Seychellen                                     | siehe Botschaft Nairobi, Kenia                     |                                        |             | Details      |
| Sierra Leone                                   | Botschaft Freetown                                 | Jens Kraus-Massé                       | 2022        | Details      |
| Simbabwe                                       | Botschaft Harare                                   | Christoph Retzlaff                     | 2025        | Details      |
| Singapur                                       | Botschaft Singapur                                 | Bettina Fanghänel                      | 2024        | Details      |
| Slowakei                                       | Botschaft Pressburg                                | Thomas Kurz                            | 2024        | Details      |
| Slowenien                                      | Botschaft Ljubljana                                | Sylvia Groneick                        | 2024        | Details      |
| Somalia                                        | siehe Botschaft Nairobi, Kenia                     |                                        |             | Details      |
| Spanien                                        | Botschaft Madrid                                   | Maria Margarete Gosse                  | 2022        | Details      |
| Sri Lanka                                      | Botschaft Colombo                                  | Felix Neumann                          | 2023        | Details      |
| St. Kitts und Nevis                            | siehe Botschaft Port-of-Spain, Trinidad und Tobago |                                        |             | Details      |
| St. Lucia                                      | siehe Botschaft Port-of-Spain, Trinidad und Tobago |                                        |             | Details      |
| St. Vincent und die Grenadinen                 | siehe Botschaft Port-of-Spain, Trinidad und Tobago |                                        |             | Details      |
| Südafrika                                      | Botschaft Pretoria                                 | Andreas Peschke                        | 2021        | Details      |
| Sudan                                          | Botschaft Khartum                                  | David Schwake                          | 2024        | Details      |
| Südsudan                                       | Botschaft Dschuba                                  | N. N.                                  |             | Details      |
| Suriname                                       | siehe Botschaft Port-of-Spain, Trinidad und Tobago |                                        |             | Details      |
| Syrien                                         | Botschaft Damaskus                                 | Stefan Schneck (G.a.i.)                |             | Details      |
| Tadschikistan                                  | Botschaft Duschanbe                                | York Schuegraf                         | 2023        | Details      |
| Taiwan                                         | Deutsches Institut Taipei                          | Karsten Tietz                          | 2025        | Details      |
| Tansania                                       | Botschaft Daressalam                               | Thomas Terstegen                       | 2023        | Details      |
| Thailand                                       | Botschaft Bangkok                                  | Ernst Reichel                          | 2023        | Details      |
| Togo                                           | Botschaft Lomé                                     | Claudius Fischbach                     | 2023        | Details      |
| Tonga                                          | siehe Botschaft Wellington, Neuseeland             |                                        |             | Details      |
| Trinidad und Tobago                            | Botschaft Port-of-Spain                            | Christophe Eick                        | 2023        | Details      |
| Tschad                                         | Botschaft N’Djamena                                | Gregor Schotten                        | 2024        | Details      |
| Tschechien                                     | Botschaft Prag                                     | Andreas Künne                          | 2021        | Details      |
| Tunesien                                       | Botschaft Tunis                                    | Elisabeth Wolbers                      | 2024        | Details      |
| Türkei                                         | Botschaft Ankara                                   | Sibylle Katharina Sorg                 | 2024        | Details      |
| Turkmenistan                                   | Botschaft Aschgabat                                | Bernd Heinze                           | 2024        | Details      |
| Tuvalu                                         | siehe Botschaft Wellington, Neuseeland             |                                        |             | Details      |
| Uganda                                         | Botschaft Kampala                                  | Matthias Schauer                       | 2020        | Details      |
| Ukraine                                        | Botschaft Kyjiw                                    | Martin Jäger                           | 2023        | Details      |
| Ungarn                                         | Botschaft Budapest                                 | Julia Gross                            | 2022        | Details      |
| Uruguay                                        | Botschaft Montevideo                               | Stefan Duppel                          | 2024        | Details      |
| Usbekistan                                     | Botschaft Taschkent                                | Manfred Huterer                        | 2024        | Details      |
| Vanuatu                                        | siehe Botschaft Canberra, Australien               |                                        |             | Details      |
| Vatikanstadt                                   | Botschaft beim Heiliger Stuhl                      | Bernhard Kotsch                        | 2021        | Details      |
| Venezuela                                      | Botschaft Caracas                                  | Volker Pellet                          | 2024        | Details      |
| Vereinigte Arabische Emirate                   | Botschaft Abu Dhabi                                | Alexander Schönfelder                  | 2022        | Details      |
| Vereinigte Staaten von Amerika                 | Botschaft Washington                               | Jens Hanefeld                          | 2025        | Details      |
| Vereinigtes Königreich                         | Botschaft London                                   | N. N.                                  |             | Details      |
| Vietnam                                        | Botschaft Hanoi                                    | Helga Barth                            | 2024        | Details      |
| Zentralafrikanische Republik                   | siehe Botschaft Jaunde, Kamerun                    |                                        |             | Details      |
| Zypern                                         | Botschaft Nikosia                                  | Hans-Peter Jugel                       | 2025        | Details      |

## Ständige Vertreter bei internationalen Organisationen
Stand: März 2025
| Organisation      | Auslandsvertretung                            | Leiter                   | Amtsantritt | Hauptartikel |
| ----------------- | --------------------------------------------- | ------------------------ | ----------- | ------------ |
| Europäische Union | Ständige Vertretung bei der EU, Brüssel       | Michael Clauss           | 2018        | Details      |
| Europarat         | Ständige Vertretung beim Europarat, Straßburg | Heike Thiele             | 2023        | Details      |
| Vereinte Nationen | Ständige Vertretung bei den VN, New York      | Antje Leendertse         | 2021        | Details      |
| Vereinte Nationen | Ständige Vertretung bei den VN, Genf          | Nikola Gillhoff (G.a.i.) |             | Details      |
| Vereinte Nationen | Ständige Vertretung bei den VN, Wien          | Rüdiger Bohn             | 2024        | Details      |
| Vereinte Nationen | Ständige Vertretung bei den VN, Rom           | Andreas von Brandt       | 2024        | Details      |
| UNESCO            | Ständige Vertretung bei der UNESCO, Paris     | Kerstin Pürschel         | 2023        | Details      |
| UNCD              | Ständige Vertretung bei der UNCD, Genf        | Thomas Göbel             | 2021        | Details      |
| OVCW              | Ständige Vertretung bei der OVCW, Den Haag    | Thomas Schieb            | 2022        | Details      |
| NATO              | Ständige Vertretung bei der NATO, Brüssel     | N. N.                    |             | Details      |
| OSZE              | Ständige Vertretung bei der OSZE, Wien        | Susanne Schütz           | 2023        | Details      |
| OECD              | Ständige Vertretung bei der OECD, Paris       | Michaela Spaeth          | 2020        | Details      |
| WTO               | Ständige Vertretung bei der WTO, Genf         | Carmen Heidecke          | 2024        | Details      |